# Chima Onyeike
Chima Onyeike (Zeist, 21 juni 1975) is een Nederlands trainer en voormalig voetballer van Nigeriaanse afkomst. Als speler kwam hij uit voor Haarlem, FC Dordrecht, Excelsior, VVV, TOP Oss en SC Cambuur. Na het beëindigen van zijn spelerscarrière in 2011, werd hij herstel- en conditietrainer. Sinds juli 2018 is Onyeike werkzaam als conditietrainer bij Willem II. Hij is de broer van Obi Onyeike.

## Spelerscarrière

### Achtergrond
Chima Onyeike is via zijn vader van Nigeriaanse afkomst, behorend tot het Igbo volk. Zijn jongere broer Obi is eveneens actief in de voetballerij en zijn zus Ndide is atlete.
Onyeike groeide op in Doorn, waar hij voetbalde bij DEV Doorn. In 1989 verhuisde hij naar Den Helder, waar hij zich inschreef bij WGW en in de C'tjes onder meer samen met Mark de Vries voetbalde. Daarna speelde hij voor stadsgenoot HFC Helder.

### HFC Helder
Bij de A-junioren van HFC Helder had Onyeike een goede klik met mede-aanvaller Charly Vital en werd hij in het seizoen 1992/93 met de witjakken kampioen van de Topklasse en promoveerde daarmee naar de landelijke jeugdcompetitie. Door zijn sterk spel bij de A-junioren, haalde hoofdtrainer John Kraaij de 17-jarige Onyeike bij het eerste elftal. In mei 1993 maakte hij in de finale van het Helders stadskampioenschap in 10 minuten tijd een hattrick, waardoor de balvaardige Onyeike ook het eerste team van de witjakken een belangrijke prijs bezorgde. Tegen het eind van het seizoen werd Onyeike ook opgeroepen voor het Helders voetbalelftal, waarmee hij op het Noordhollands Provinciekampioenschap speelde tegen Noord-Hollandse betaaldvoetbalclubs.
In het seizoen 1993/94 scoorde Onyeike als uitblinker bij de witjakken 15 competitiedoelpunten. Op de laatste speeldag liep de jonge ploeg van HFC Helder het kampioenschap van de Derde klasse nipt mis ten koste van MFC. Omdat het aanvalsduo een uitdaging op een hoger niveau ambieerde, vertrokken Onyeike en Vital in 1994 samen naar rivaal HRC.

### HRC
Tijdens het seizoen 1994/95 vormde Onyeike bij HRC een voorhoede met Gert-Jan Duif in de Eerste Klasse, destijds het vierde niveau van het Nederlands voetbal. Met de roodjakken behaalde Onyeike een tweede plaats in de competitie. Hij maakte indruk met zijn spel en zijn 14 gemaakte competitiedoelpunten en mocht daardoor een half jaar bij AZ komen trainen. Dat leverde geen contract op, waarna Onyeike in 1995 naar profclub HFC Haarlem trok.

### HFC Haarlem
Onyeike brak door bij HFC Haarlem. Op 18 augustus 1995 maakte hij zijn debuut als profvoetballer in de uitwedstrijd tegen FC Zwolle (3-0 verlies), waarin hij als basisspeler na 61 minuten vervangen werd door Marino Promes.
In het seizoen 1996/97 kwam oud-teamgenoot Charly Vital ook over van HRC, maar die brak niet door en keerde terug naar Den Helder. In 1998 vertrok Onyeike naar Dordrecht '90.
Vanaf 2005 speelde hij bij semiprofclubs op het derde niveau van het Nederlands voetbal.

## Profstatistieken
| Seizoen | Club               | Land      | Competitie     | Wed. | Goals |
| ------- | ------------------ | --------- | -------------- | ---- | ----- |
| 1995/96 | HFC Haarlem        | Nederland | Eerste divisie | 30   | 7     |
| 1996/97 | HFC Haarlem        | Nederland | Eerste divisie | 14   | 1     |
| 1997/98 | HFC Haarlem        | Nederland | Eerste divisie | 25   | 3     |
| 1998/99 | Dordrecht '90      | Nederland | Eerste divisie | 32   | 12    |
| 1999/00 | Dordrecht '90      | Nederland | Eerste divisie | 28   | 14    |
| 2000/01 | Excelsior          | Nederland | Eerste divisie | 6    | 0     |
| 2000/01 | → VVV              | Nederland | Eerste divisie | 24   | 6     |
| 2001/02 | Excelsior          | Nederland | Eerste divisie | 24   | 1     |
| 2002/03 | TOP Oss            | Nederland | Eerste divisie | 34   | 10    |
| 2003/04 | FC Dordrecht       | Nederland | Eerste divisie | 31   | 9     |
| 2004/05 | Cambuur Leeuwarden | Nederland | Eerste divisie | 9    | 2     |
| Totaal  | Totaal             | Totaal    | Totaal         | 257  | 65    |

## Trainerscarrière
In 2011 stopte hij met voetballen en werd hersteltrainer bij Anzji Machatsjkala. In 2013 werd hij hersteltrainer bij PAOK FC. In 2014 werkte hij bij VfB Stuttgart als hersteltrainer en in 2017 trad hij in dienst van de Oezbeekse voetbalbond.
Tussen 2016 en 2018 was Onyeike in dienst van diverse topspelers om dezen individueel te begeleiden. Zo was hij onder meer de personal coach van Antonio Rüdiger, destijds Duits international en speler van Chelsea FC. Vanaf het seizoen 2018/19 trad hij in dienst als conditietrainer bij de eredivisionist Willem II.